# Мышца, приводящая большой палец стопы
Мышца, приводящая большой палец стопы (лат. Musculus adductor hallucis) — мышца подошвенной части стопы.
Располагается глубоко, непосредственно на плюсневых костях. Покрыта длинным и коротким сгибателями пальцев. Начинается двумя головками — поперечной и косой.
Поперечная головка (лат. caput transversum) начинается на подошвенной поверхности капсул III—V плюснефаланговых суставов, от дистальных концов II—V плюсневых костей, от подошвенного апоневроза, от глубоких поперечных плюсневых связок.
Косая головка (лат. caput obliquum) более мощная, начинается от подошвенной поверхности кубовидной кости, латеральной клиновидной кости, основания II—IV плюсневых костей, длинной подошвенной связки и подошвенного влагалища длинной малоберцовой мышцы.
Обе головки переходят в общее сухожилие, прикрепляющееся к латеральной сесамовидной кости и основанию проксимальной фаланги большого пальца стопы.

## Функция
Мышцы медиальной группы подошвы, кроме действий, указанных в названиях, участвуют в укреплении свода стопы на его медиальной стороне.